# Spedale degli Innocenti
Lo Spedale degli Innocenti è un edificio storico del centro di Firenze che si trova in piazza Santissima Annunziata. Nato come brefotrofio (il primo del genere in Europa), fu costruito a partire dal 1419 su progetto di Filippo Brunelleschi, facendone una delle prime architetture rinascimentali in assoluto. Oggi ospita il Museo e l'Istituto degli Innocenti, con asili nido, una scuola materna, più case famiglia destinate all'accoglienza di bambini in affido familiare e madri in difficoltà, nonché alcuni uffici di ricerca dell'UNICEF; con la legge 451/1997 l'istituto è divenuto il Centro nazionale di documentazione e analisi sull'infanzia e l'adolescenza, punto di riferimento nazionale ed europeo per la promozione della cura dei diritti dell'infanzia.
Il complesso appare, nell'elenco redatto nel 1901 dalla Direzione Generale delle Antichità e Belle Arti, quale edificio monumentale da considerare patrimonio artistico nazionale.

## Storia

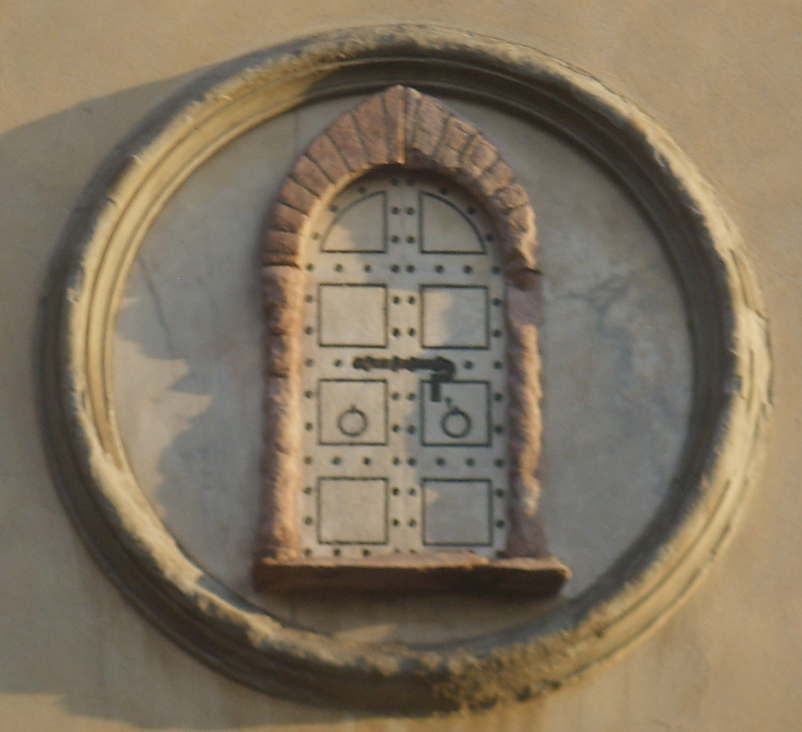
Stemma dell'Arte della Seta, sulla facciata esterna dello spedale

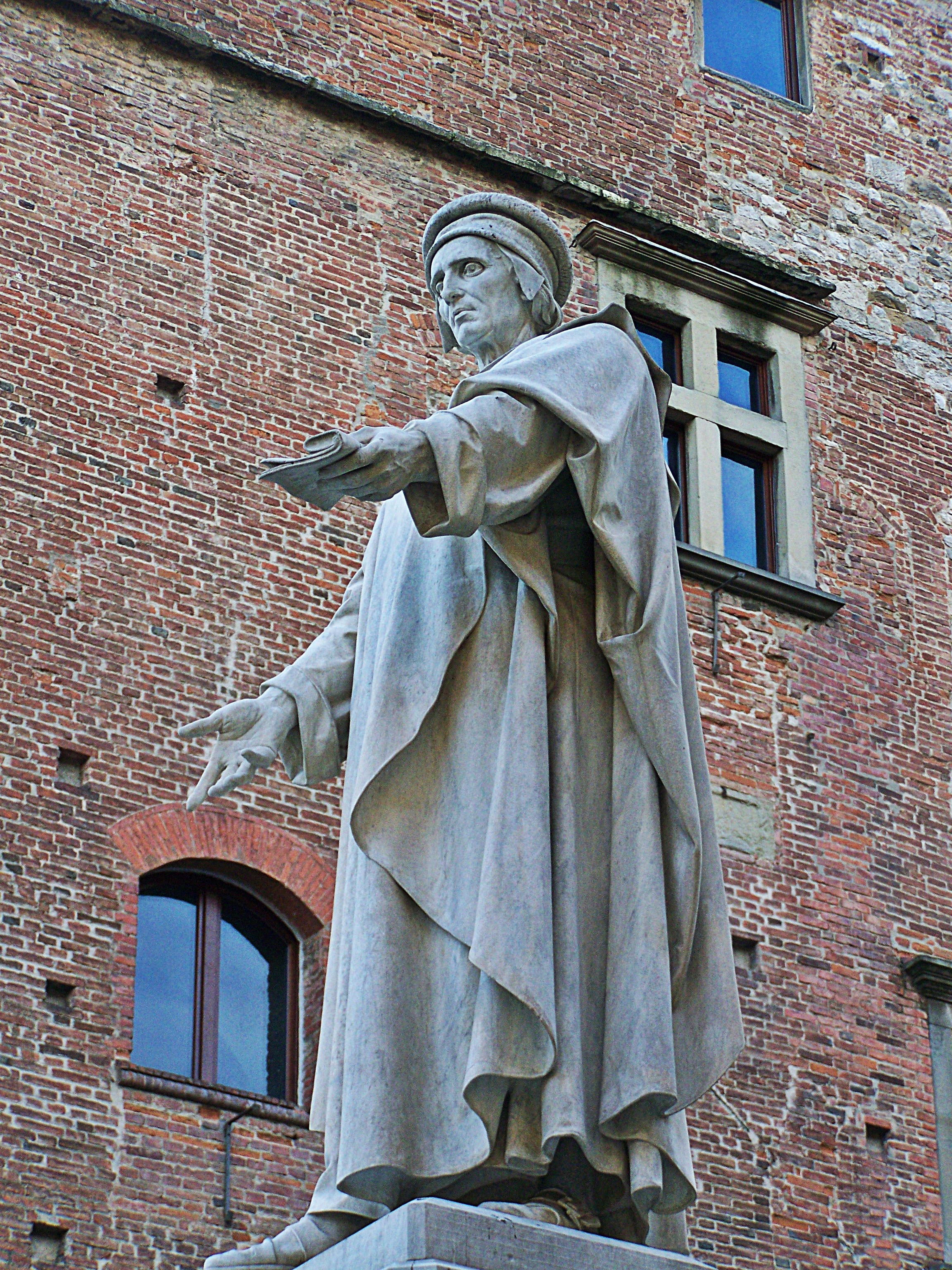
Monumento a Francesco Datini in piazza del Comune a Prato

Lo spedale nacque grazie ad un lascito di mille fiorini da parte del mercante pratese Francesco Datini all’ospedale di Santa Maria Nuova per creare un luogo di accoglienza per l’infanzia abbandonata. Il termine "spedale", entrato nell'uso comune per chiamare questa istituzione, deriva dall'antico dialetto fiorentino, ed era dedicato a istituzioni caritatevoli che accoglievano, oltre ai bambini abbandonati, anche poveri, vedove, pellegrini. Lo Spedale degli Innocenti, destinato ai soli bambini abbandonati, prese il suo nome in riferimento all'episodio biblico della strage degli innocenti.
La fabbrica è una delle opere più significative della Firenze quattrocentesca, sia nel suo aprire l'età del Rinascimento cittadino in architettura, sia nel suo essere simbolo alto e tangibile di una civiltà che, nell'ambito della sua attenzione alle opere di pubblica utilità, cercò di rispondere in modo moderno ed efficace al problema del ricovero, della cura e dell'istruzione dei fanciulli abbandonati. Per questa ragione è enorme la ricchezza degli studi che sono stati dedicati al complesso e alla molteplicità degli ambienti e spazi interni, modificati e ampliati nel corso dei secoli e specialmente tra Settecento e Ottocento.
Il loggiato, in particolare, è opera di Filippo Brunelleschi (seppure in parte snaturata rispetto al progetto iniziale), avviata nel 1419 a cura dell'Arte di Por Santa Maria individuata come garante del lascito di Francesco Datini per la costruzione e patrona. Nel gennaio del 1421 venne innalzata la prima colonna del portico, iniziando dalla parte più vicina alla chiesa della Santissima Annunziata. Sotto la direzione dell'architetto si costruirono entro il 1427 il portico, i due corpi di fabbrica a esso perpendicolari (a sinistra la chiesa e a destra il dormitorio dei fanciulli) e separati dal cortile d'ingresso (chiostro degli Uomini). Dopo un periodo di interruzione, i lavori ripresero nel 1436 sotto la direzione di Francesco della Luna, che inizialmente operò nella zona oltre il dormitorio dei fanciulli.
Nel 1436 lo stesso Francesco della Luna, dopo aver già aggiunto al portico di facciata una campata cieca sulla destra, soprelevò con un piano finestrato il portico per ottenere una vasta sala coperta, sempre da destinarsi al soggiorno dei fanciulli: così facendo, reinterpretò il progetto di Brunelleschi, che prevedeva il loggiato coperto da una semplice tettoia a spiovente, ai lati della quale si disponevano i due volumi equivalenti della chiesa e del dormitorio, che superavano in facciata l'altezza del portico e ne sporgevano con tutto il colmo triangolare del tetto.
Aggiunte e modifiche al progetto originario di Brunelleschi sono oggi di controversa identificazione, ma sicuramente ci furono e furono rilevanti, come testimonia Antonio Manetti, riportando nella biografia di Brunelleschi la notizia che il maestro aveva mosso critiche alle proporzioni ed all'aggiunta di elementi decorativi. Per esempio, si sa che criticò la mancata prosecuzione delle paraste al secondo piano, che sottolineasse la partizione tra il portico e le strutture laterali e colmasse il vuoto maggiorato nella distanza tra le finestre in quel punto.

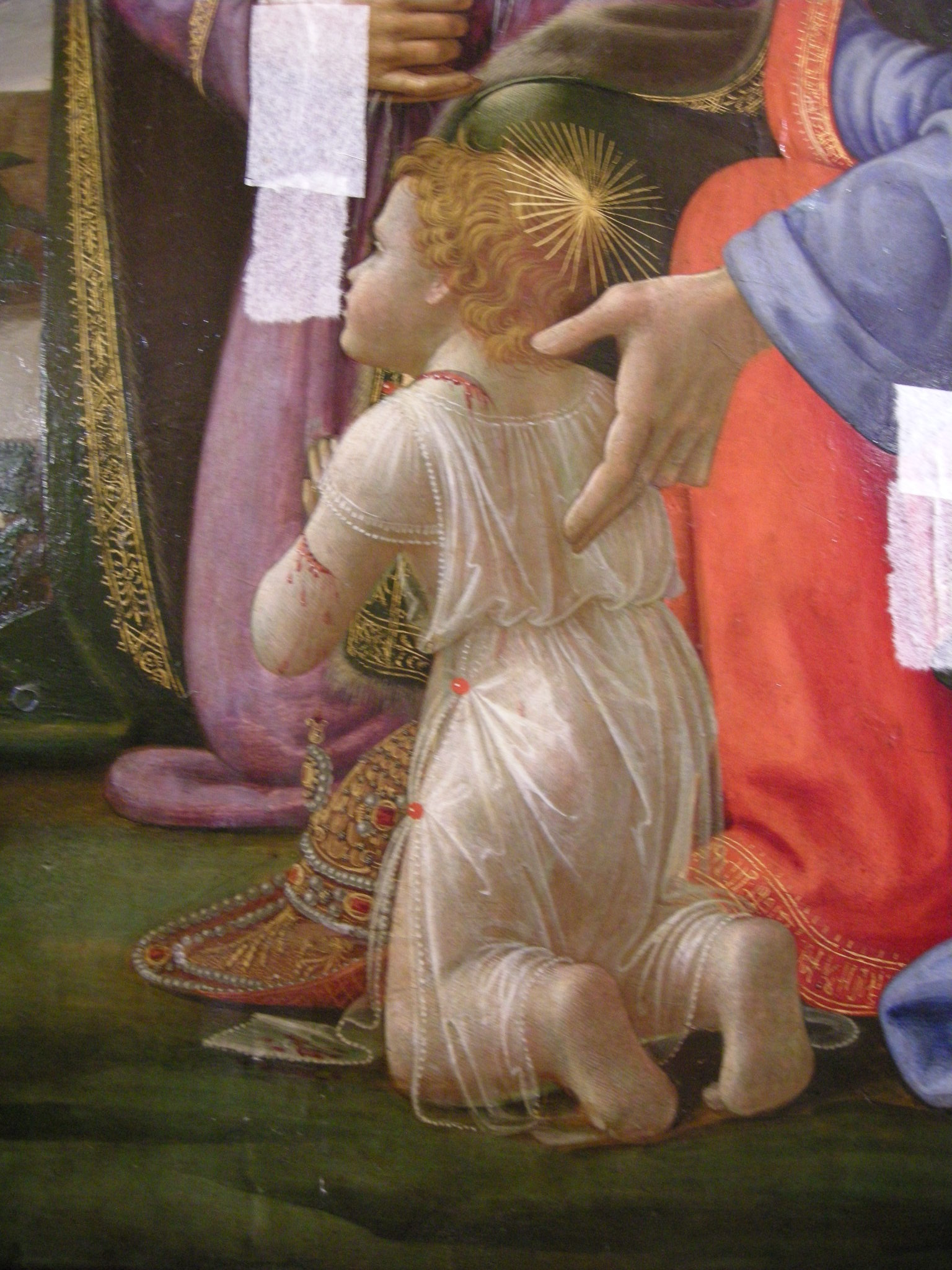
Bambino ferito, dettaglio dalla pala dellAdorazione dei Magi del Ghirlandaio

Il 25 gennaio 1445 l'ospedale fu inaugurato; l'11 aprile 1451 fu consacrata la chiesa dall'arcivescovo Antonino Pierozzi.
Il passaggio sulla volta di via della Colonna fu realizzato sotto il priorato di Vincenzo Maria Borghini.
Nel 1845 l'architetto Leopoldo Pasqui avviò un restauro, nell'ambito del quale furono consolidate e sostituite le colonne del porticato, lesionate dal terremoto del 1842. Sempre per quanto riguarda la storia delle trasformazioni, si ricorda il cantiere condotto dall'architetto Luigi Fusi, volto a una razionalizzazione di tutto il complesso che, venute meno le due ali su via dei Fibbiai e via degli Alfani cedute a Santa Maria Nuova, fu dotato di un attico sulla facciata rinascimentale, inaugurato nel 1895.
Tra gli anni 1966 e il 1970 si data invece un complesso cantiere di restauro su progetto degli architetti Rodolfo Raspollini, Domenico Cardini e Guido Morozzi e con direzione dei lavori dell'architetto Domenico Cardini e dell'ingegnere Mario Focacci. Il fronte sulla piazza, compreso il loggiato, fu poi nuovamente restaurato nel 1994.
Il corpo di fabbrica che si estende al di sopra del portico accoglie la Galleria dello Spedale degli Innocenti, ora Museo degli Innocenti, che ha visto fasi di ampliamento e riordino e che è stato inaugurato, nella sua nuova veste, nel 2016. 

### Vita nell'ospedale

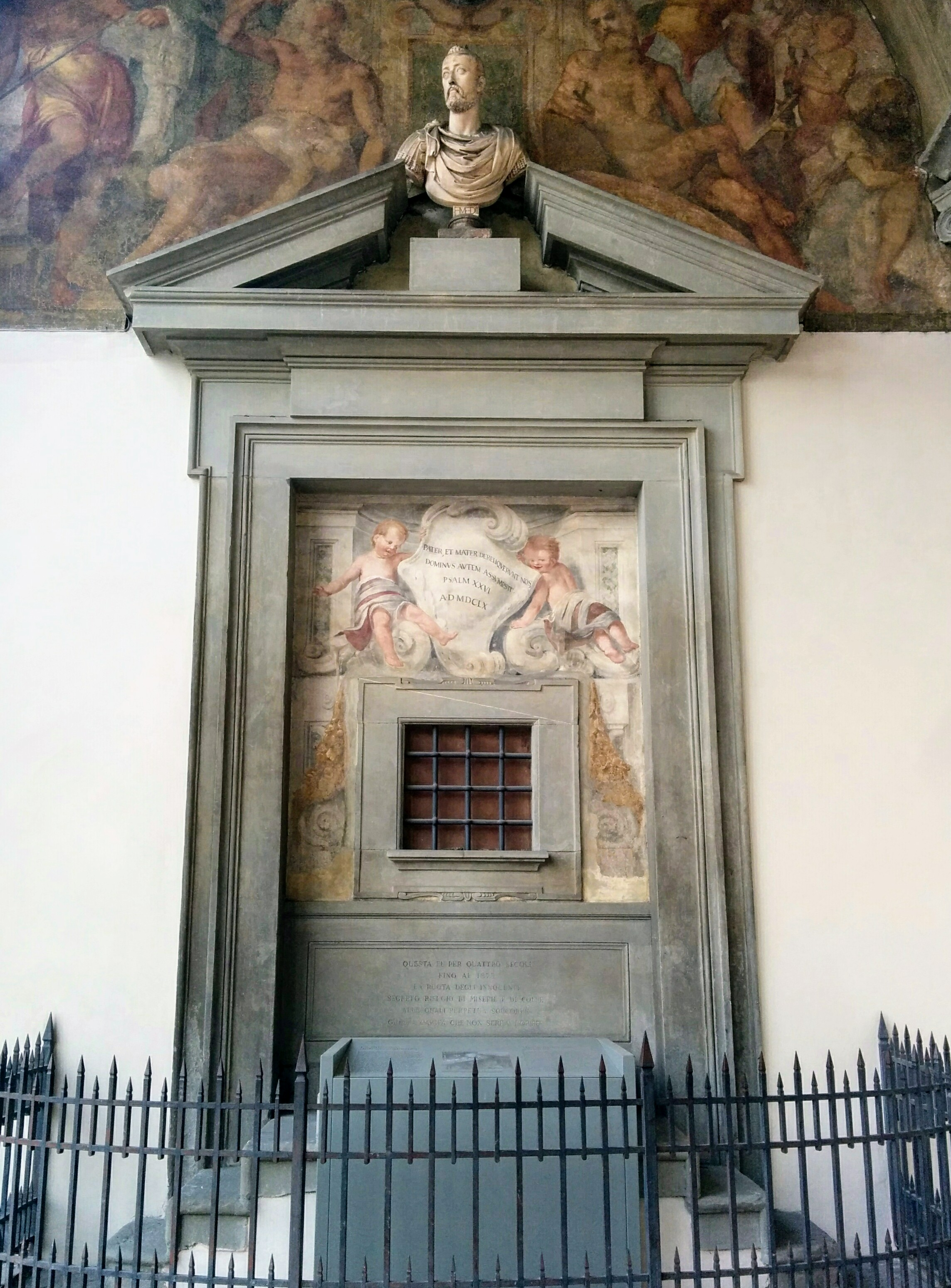
Chiamata per antonomasia ruota degli esposti

L'Arte della Seta finanziava lo Spedale tramite il versamento obbligatorio di un contributo da parte dei suoi iscritti. Per la gestione era eletto uno "spedalingo", affiancato da tre "operai".
Inizialmente i fanciulli abbandonati potevano essere deposti in una pila, una sorta di conca simile a un'acquasantiera, situata sotto il porticato, sostituita successivamente da una "finestra ferrata". Nel 1660 la finestrella attraverso la quale venivano introdotti i piccoli abbandonati venne spostata all'estrema sinistra. Chi portava il bambino o la bambina ("i gettatelli") poteva così appoggiarli e suonare la campanella, facendoli entrare al riparo senza essere visti. Spesso i neonati venivano accompagnati da piccoli fogli di carta o da "segnali" di riconoscimento. Era usanza diffusa, infatti, munire i neonati di un pezzetto di carta che indicava il loro nome, la data di nascita o almeno il mese, accompagnato da un piccolo oggetto, spesso tagliato a metà. Molte volte  si trattava di medaglie o monete spezzate, con le quali si sperava, presentando l’altra metà, di ottenere un ricongiungimento con i figli in tempi migliori. Alcune delle quali, insieme ad altri oggetti, sono esposte all’interno del museo. La notte del 30 giugno 1875 la finestra ferrata venne definitivamente murata.

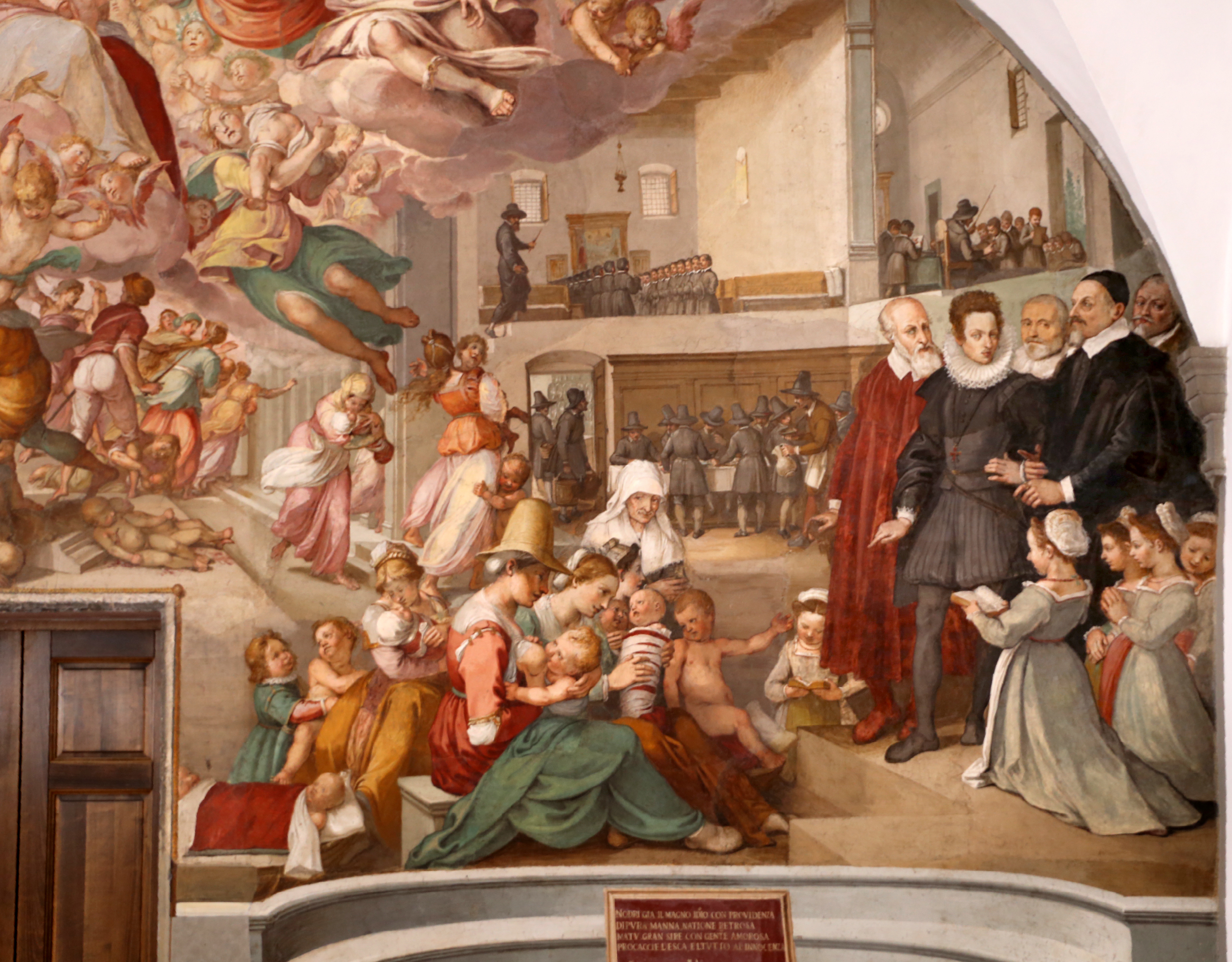
Bernardino Poccetti, Strage degli innocenti (dettaglio), 1610

Nel 1448, a tre anni dall'apertura, i registri riportano 260 piccoli ospiti; nel 1560 erano diventati 1320 e nel 1681 più di tremila. Per garantire un sufficiente allattamento, gli spedalinghi ricorrevano spesso alla prestazione di donne di campagna, che ricevevano, come balie, i bambini in fasce. Già nel 1577 venne predisposto l'allattamento artificiale tramite l'acquisto di una vacca dalla Romagna, che produceva quattro fiaschi di latte al giorno, somministrato ai bambini tramite "certi bicchierini fatti apposta col pippio".
I bambini potevano essere adottati, ma più di frequente venivano dati a famiglie affidatarie che li riconsegnavano all'età di sette anni. I maschi venivano istruiti con gli studi essenziali e poi erano mandati nelle botteghe a imparare un mestiere. Le femmine, invece, venivano spesso tenute nell'ospedale per curarne il funzionamento e per lavorare per l'Arte della Seta. Fino a 25 anni le ragazze vestivano di bianco, poi di azzurro e, al compiere dei 45, di nero.
Grande timore destavano le epidemie, che si cercava di evitare lavando i bambini con "aceti forti". Nel 1756 fu effettuato nell'ospedale il primo esperimento in Italia di vaccinazione contro il vaiolo.
Uno spaccato della vita quotidiana nell'ospedale è testimoniato dall'affresco della Strage degli Innocenti di Bernardino Poccetti che in vecchiaia, dal 1610, si stabilì nell'ospedale con la moglie in cambio della decorazione ad affresco di alcuni locali. Nella parte destra di tale affresco, conservato nel vecchio refettorio, si vede uno spaccato dell'edificio, con una donna, in fuga dalla strage, che sembra dirigersi per abbandonare il proprio figlio avvicinandosi al portico; all'interno si vedono i preparativi per il pranzo, la scuola e la preghiera davanti all'altare prima di coricarsi; in primo piano si vedono le balie che allattano i trovatelli sorvegliate da un'anziana priora, mentre all'estrema destra alcune bambine rendono omaggio al granduca Cosimo II venuto in visita, condotto dal priore Roberto Antinori e da tre dignitari tra i quali lo stesso Poccetti, in secondo piano.

### I trovatelli
A Firenze i cognomi Innocenti, Degl'Innocenti e Nocentini, tutt’oggi molto diffusi, sono un retaggio del cognome dato anticamente ai trovatelli. Il significato stava a indicare che i bambini “ripudiati” erano appunto innocenti del fatto di essere “figli della colpa”, cioè il frutto di unioni adulterine o pre-nuziali. Molto diffusi anche altri cognomi, che indicavano in origine la condizione di “figli di nessuno” cui erano costretti: si tratta dei cognomi Diolaiuti, ancora molto diffuso, e Diotallevi e Diotiguardi, Piacquadio che invece sono ormai desueti. Tutte le informazioni dei trovatelli, venivano registrate su un bollettario a numerazione progressiva, detto Campione.  
A partire dal XIX secolo per decisione del commissario Carlo Michelagnoli invece i trovatelli ebbero, sistematicamente, cognomi di fantasia - dati da parroci, ufficiali di stato civile o dallo scrivano degli Innocenti - per evitare che ne fosse palesata l'origine. I bambini erano chiamati con il nome del santo, celebrato in quel giorno.

## Descrizione

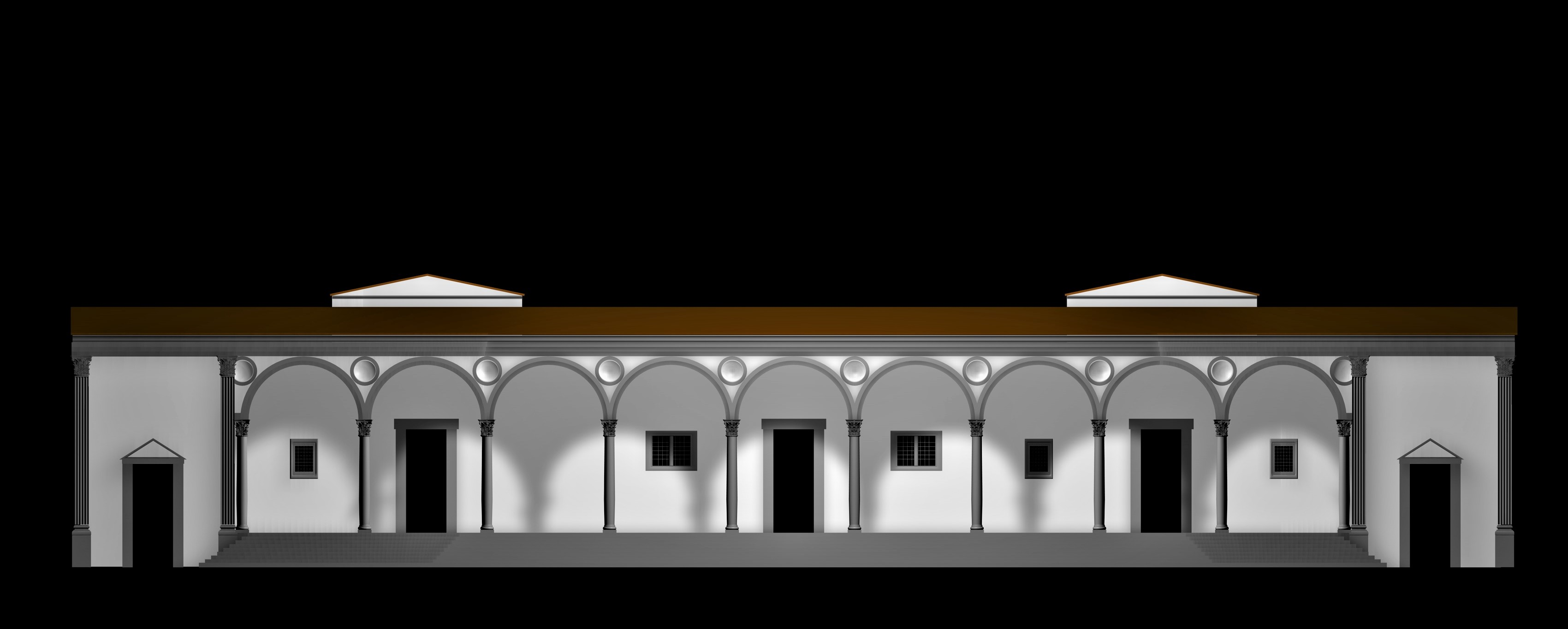
Ricostruzione del prospetto dello Spedale degli Innocenti secondo il progetto originario di Brunelleschi

### Il portico
Il portico esterno fu sicuramente opera di Brunelleschi. Esso è lungo 71 metri e composto da nove campate con volte a vela e archi a tutto sesto poggianti su colonne in pietra serena. Rispetto alla piazza è rialzato da una gradinata ed alle estremità è affiancato da due corpi pieni, delimitati da paraste scanalate e con un portale ciascuno. La parte superiore è composta da una serie di finestre, sottolineate da una cornice marcapiano e con  una copertura a falda inclinata del tetto con grondaia sporgente.
L'edificio che guarda alla piazza si erge sopra una scalinata, e si caratterizza per un porticato definito da nove ampie arcate a pieno centro su colonne con capitelli d'ordine composito e, ai lati, da due altre arcate fiancheggiate da lesene scanalate. Su queste e sugli archi poggia un leggero architrave sormontato da una fascia marcapiano, su cui si impostano finestre a timpano.

#### La scelta dei materiali e del modulo

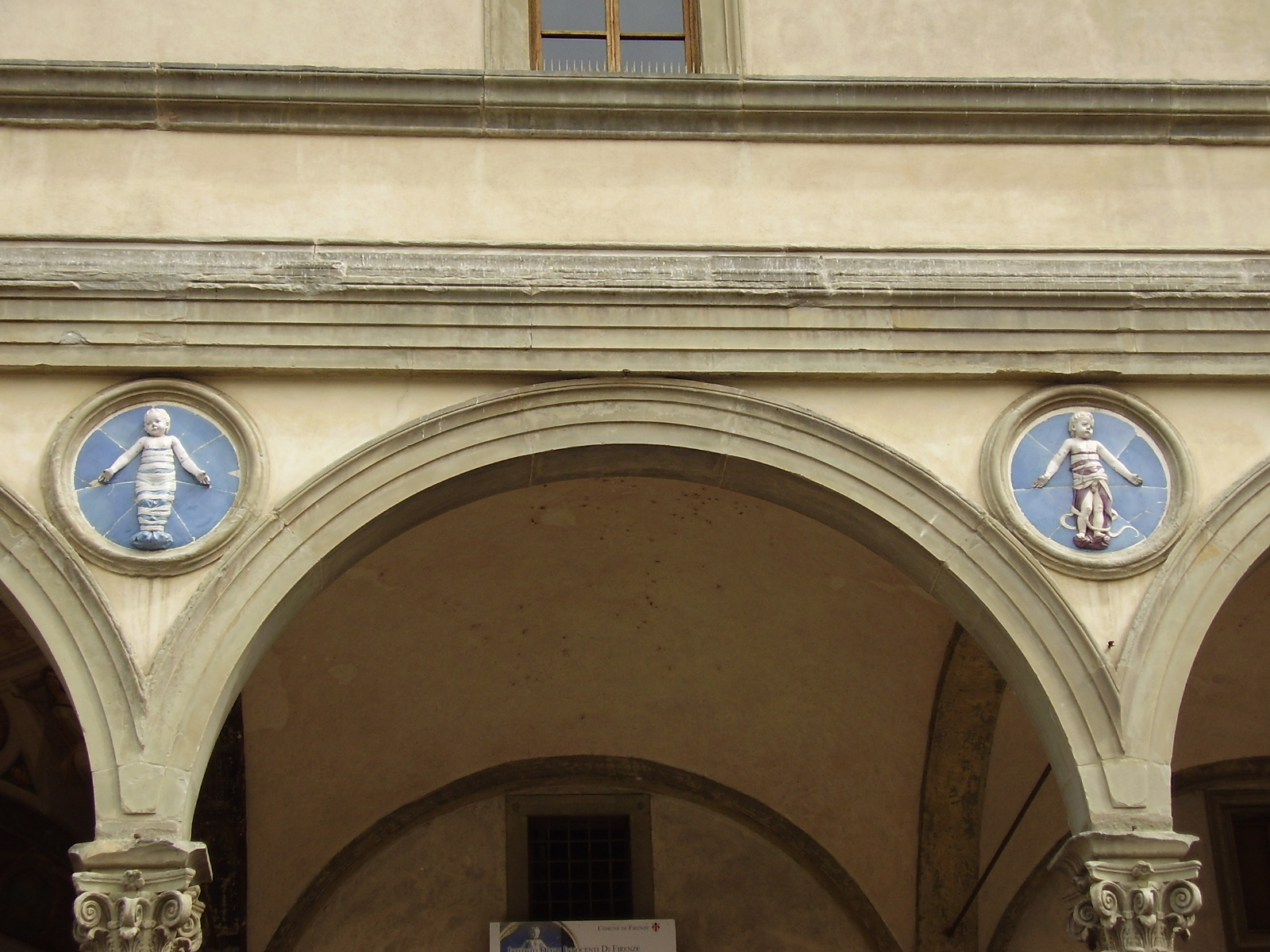
Dettaglio della decorazione esterna

Una serie di elementi scelti per contenere i costi fu alla base di una delle più felici realizzazioni architettoniche, che ebbe uno straordinario influsso sull'architettura successiva, anche se reinterpretato in infiniti modi. Innanzitutto vennero scelti dei materiali a basso costo come la pietra serena, fino ad allora poco usata in architettura per via della sua fragilità agli agenti atmosferici, e l'intonaco bianco, che crearono quell'equilibrata accoppiata di grigio e bianco che divenne un tratto caratteristico dell'architettura fiorentina e rinascimentale in generale.
Inoltre, sempre per risparmiare, venne scelta della manodopera poco esperta, che rese necessaria una semplificazione delle tecniche di misurazione e costruttive. Per esempio il modulo tra colonna e colonna, che si ripete proporzionalmente in tutto l'edificio, non veniva calcolato tra gli assi centrali delle colonne, ma più semplicemente tra i punti esterni delle basi. Questo modulo (10 braccia fiorentine, circa 5, 84 metri) definisce anche l'altezza dalla base della colonna al pulvino compreso, la larghezza del portico, il diametro degli archi, l'altezza del piano superiore misurata oltre il cornicione; mezzo modulo è il raggio delle volte e l'altezza delle finestre; il doppio del modulo è l'altezza dal piano del calpestio del portico al davanzale delle finestre. Il risultato fu quello di un'architettura estremamente nitida, dove si può cogliere spontaneamente il ritmo semplice ma efficace delle membrature architettoniche, percependo ad esempio sotto il portico la successione ideale di cubi sormontati da semisfere inscrivibili nel cubo stesso.
Il modulo calcolato in maniera tradizionale, tra i centri delle colonne, dà la misura di undici braccia, che venne usato nel corpo centrale dell'ospedale e in altre architetture di Brunelleschi come San Lorenzo e Santo Spirito.

#### Gli elementi decorativi

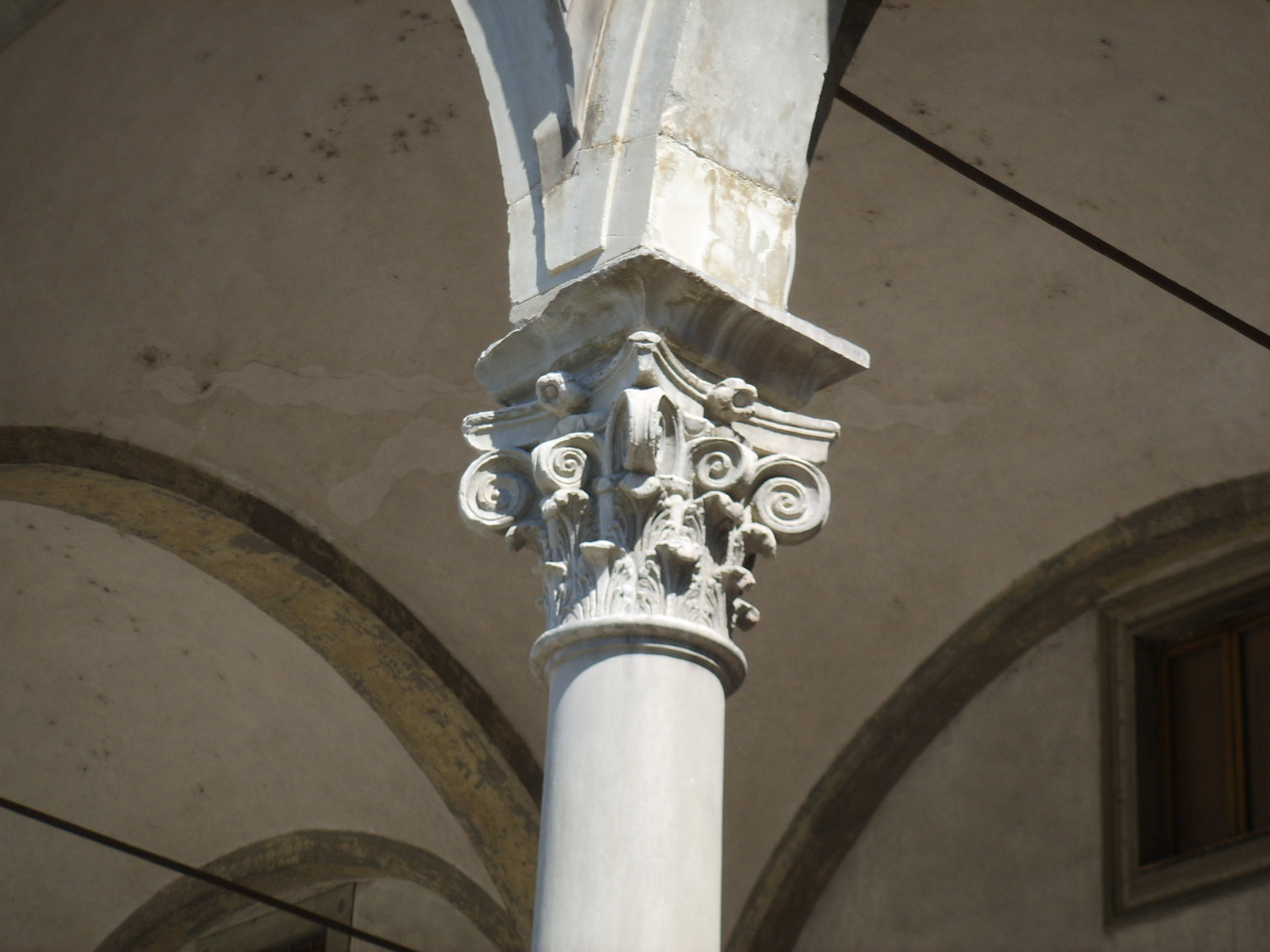
Il capitello composito con pulvino

La trabeazione ha delle semplici modanature digradanti e le colonne sono coronate da capitelli compositi con pulvino, secondo la tipologia preferita da Brunelleschi che si ispirò forse agli ornamenti romanici di San Pier Scheraggio o di Santi Apostoli. Anche l'uso dell'arco a tutto sesto venne ripreso dal passato recente dell'architettura cittadina, come la Loggia della Signoria, mentre le finestre con timpano triangolare assomigliano da vicino a quelle del Battistero di San Giovanni. Un altro elemento che divenne ricorrente nell'architettura di Brunelleschi furono gli oculi nei pennacchi tra arco e arco, come si trovano ad esempio nella Sagrestia Vecchia o nell'affresco della Trinità di Masaccio, il cui schema prospettico si sospetta che fosse stato fornito da Brunelleschi stesso. I rilievi in terracotta invetriata bianca e azzurra con i celebri putti non sono però coevi all'epoca di Filippo: vennero aggiunti solo nel 1487 da Andrea della Robbia, al posto probabilmente di incavi vuoti, su cui incedeva la penombra movimentando i volumi architettonici. I tondi attuali sono caratterizzati dalla presenza all'interno del tondo della figura di un neonato in fasce, divenuto poi il simbolo dello "Spedale" stesso.
I due tondi ai lati sono di imitazione, così come lo è l'ornamentazione laterale, riconducibile ad un intervento del 1845 condotto dall'architetto Leopoldo Pasqui.

#### Il piano superiore

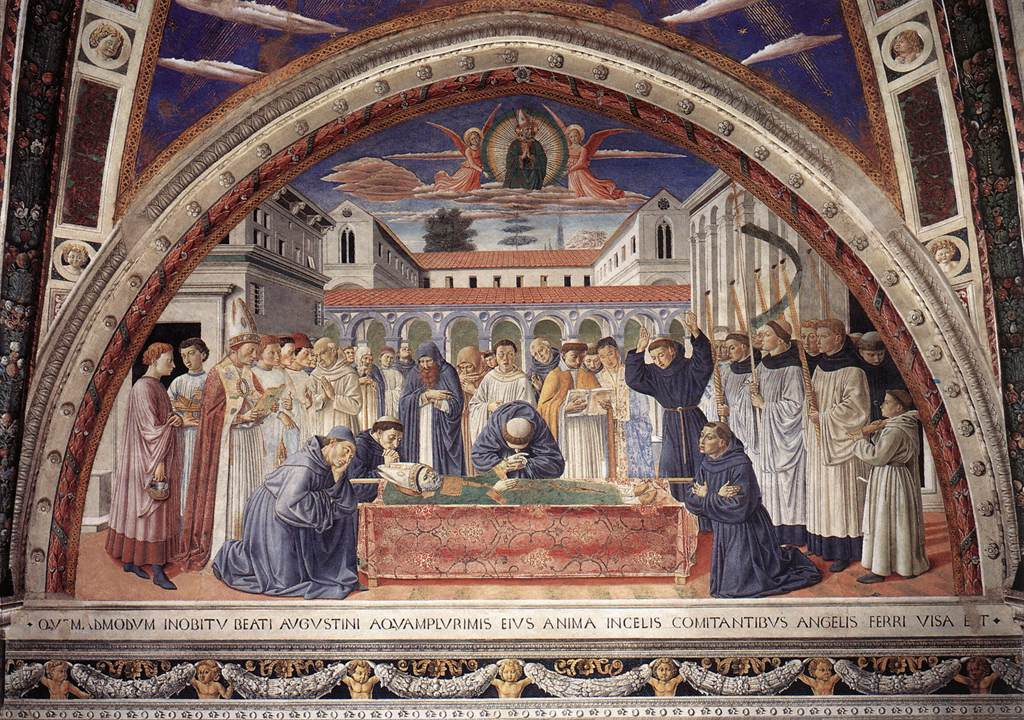
Benozzo Gozzoli, Esequie di sant'Agostino (1464-1465), Sant'Agostino, San Gimignano

Il piano superiore, che risale solo a dopo il 1435, è decorato solo dal marcadavanzale dove si trova una finestra rettangolare con timpano in corrispondenza di ciascun arco. Forse questo piano non faceva parte del progetto originale e senza di esso si sarebbero visti dalla piazza i corpi di fabbrica attorno al cortile, in perfetta convergenza prospettiva col loggiato. Esiste una documentazione iconografica di come l'ospedale doveva apparire senza il piano superiore nella lunetta con le Esequie di sant'Agostino di Benozzo Gozzoli (1464-1465) nella chiesa di Sant'Agostino di San Gimignano.

#### Affreschi e busti del portico
Sotto il portico ci sono affreschi di Bernardino Poccetti (che aveva la residenza presso lo spedale e la bottega sull'angolo di via della Colonna), sia nella volta della campana mediana, sia nelle lunette alle estremità, a coronamento ai busti marmorei dei granduchi Cosimo I, Francesco e Ferdinando opere firmate del fiesolano Giovanni Battista Sermei; il primo a sinistra, Francesco I, era noto popolarmente per "avere le corna", dalla forma di una finestra tamponata seicentesca che avvicinandosi sembra disegnare due corna sopra la testa del granduca. All'esterno del portico si trova un altro busto, di Cosimo II, opera firmata di Francesca Gargiolli, databile sulla base dell'iscrizione al 1602. 
In questa stessa testata sinistra (ma non si tratta della collocazione originaria) si trova una grata oltre la quale era la 'ruota degli Innocenti' chiusa nel 1875 (si veda la lapide dettata da Isidoro Del Lungo); sopra la porta di sinistra (dalla quale si accede alla chiesa di Santa Maria degli Innocenti, opera di Filippo Brunelleschi radicalmente ridisegnata dall'architetto Bernardo Fallani nel 1785) è un affresco con il Padre Eterno e i santi martiri Innocenti, opera di Giovanni di Francesco del Cervelliera, databile al 1459; sopra la porta di destra è un altro affresco raffigurante Gesù con i fanciulli, di Gasparo Martellini (1843).

### I chiostri
Gli spazi interni vennero razionalizzati con grande cura e furono da modello per tutte le costruzioni ospedaliere successive: un'area per uomini ed una per donne che erano indipendenti. Nel lungo chiostro delle donne Francesco della Luna, seguace del Brunelleschi, usò esili colonnine in stile ionico, lo stile "femminile" per eccellenza (1439, poi modificato fino al XIX secolo e restaurato, con ricostruzione parziale, nel 1968-1969). Molti erano gli artifici e gli accorgimenti tecnici, come la presenza di cavature nelle colonne d'angolo che fungessero da grondaia.

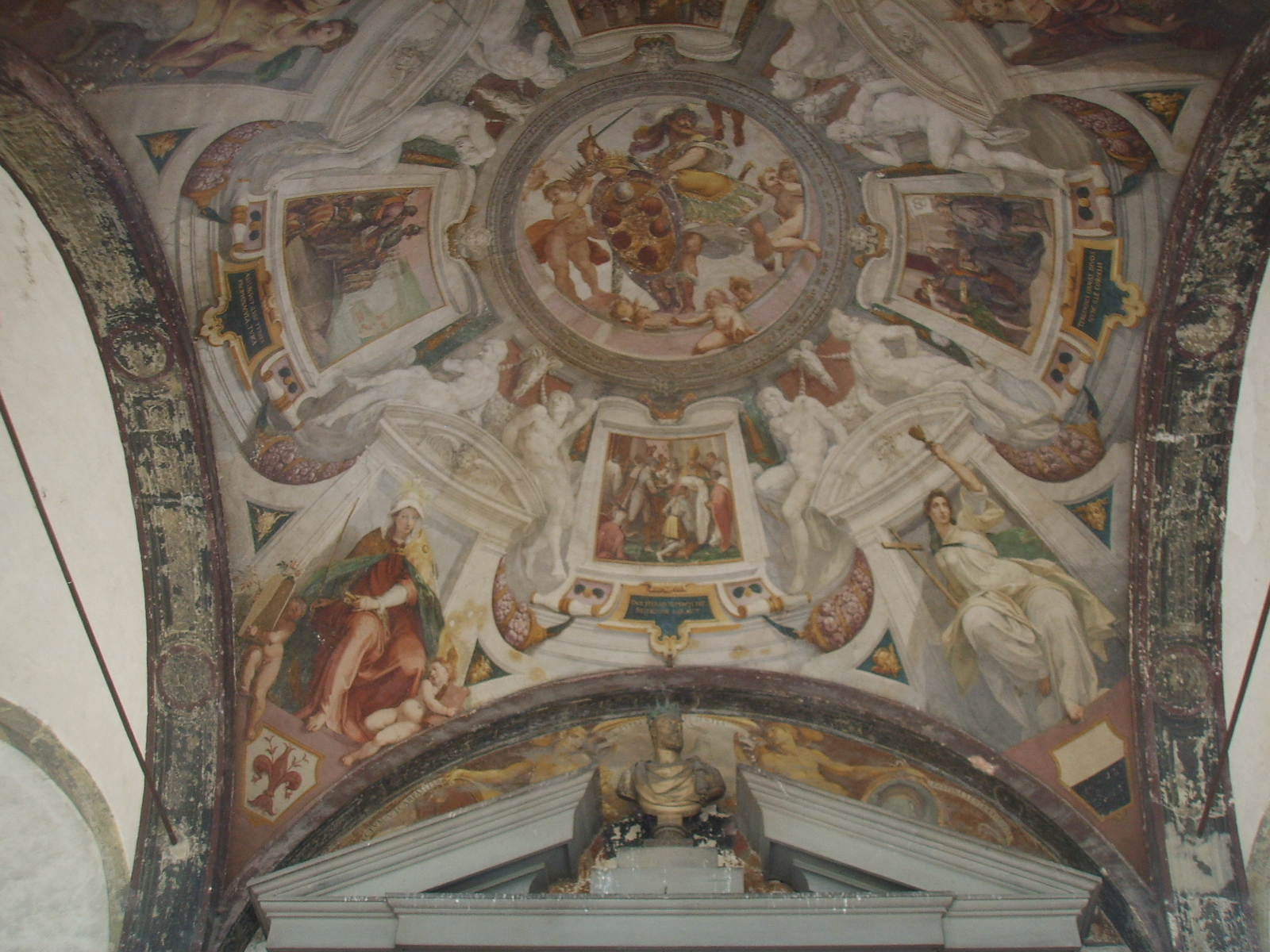
Affreschi nella volta del loggiato, Bernardino Poccetti
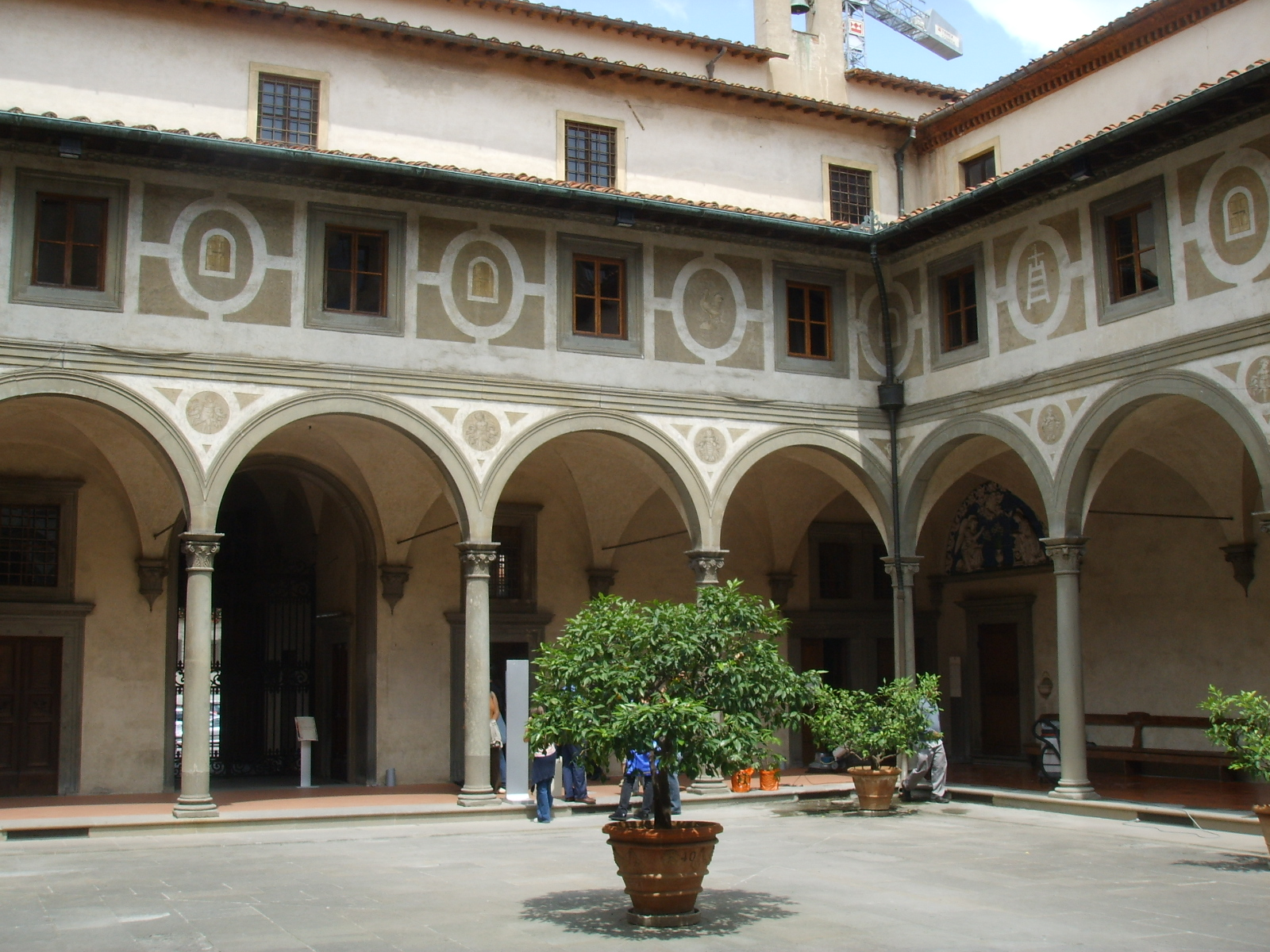
Il chiostro degli uomini, subito dopo l'entrata
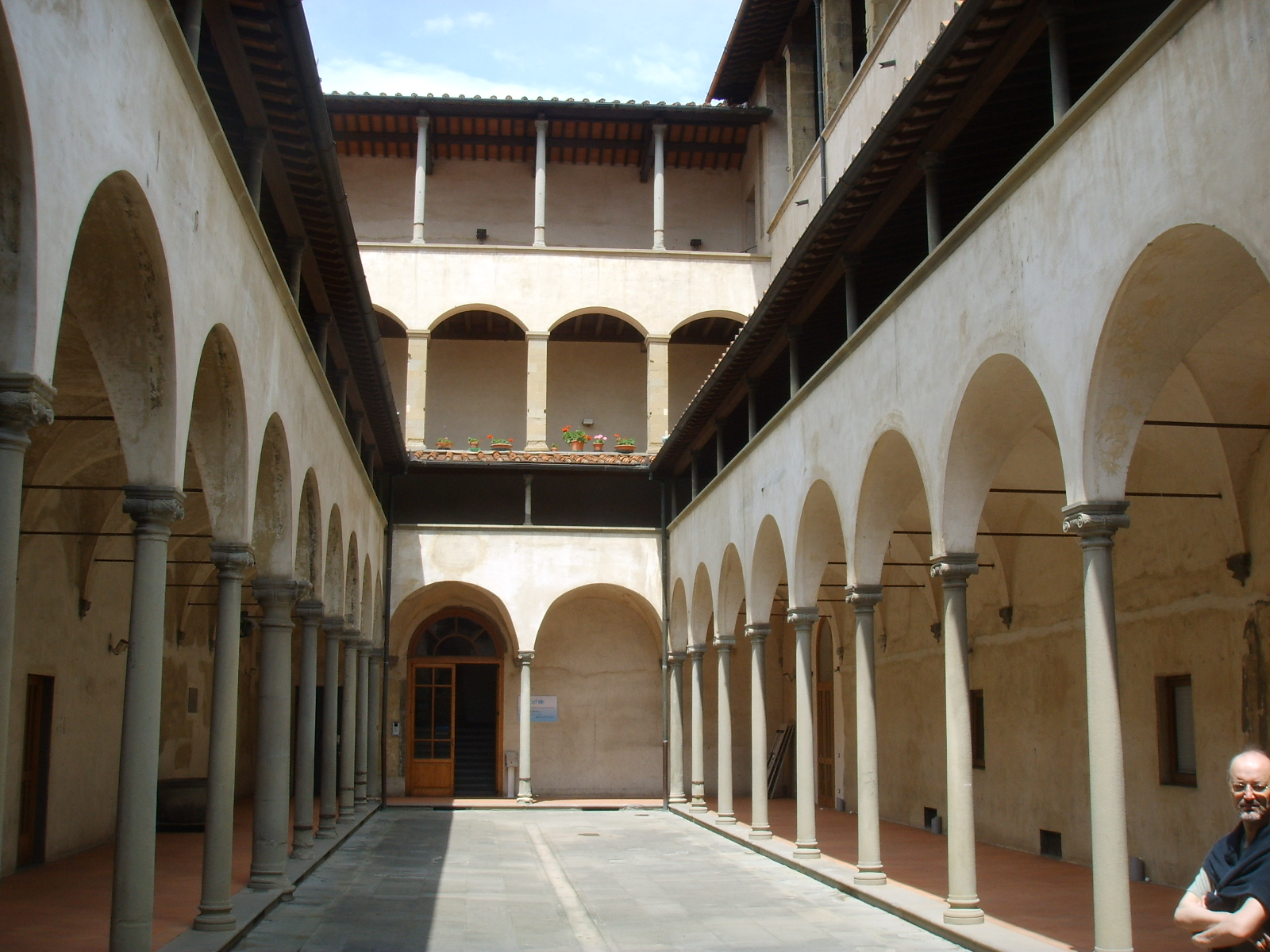
Il lungo chiostro delle donne, in stile ionico

### La chiesa

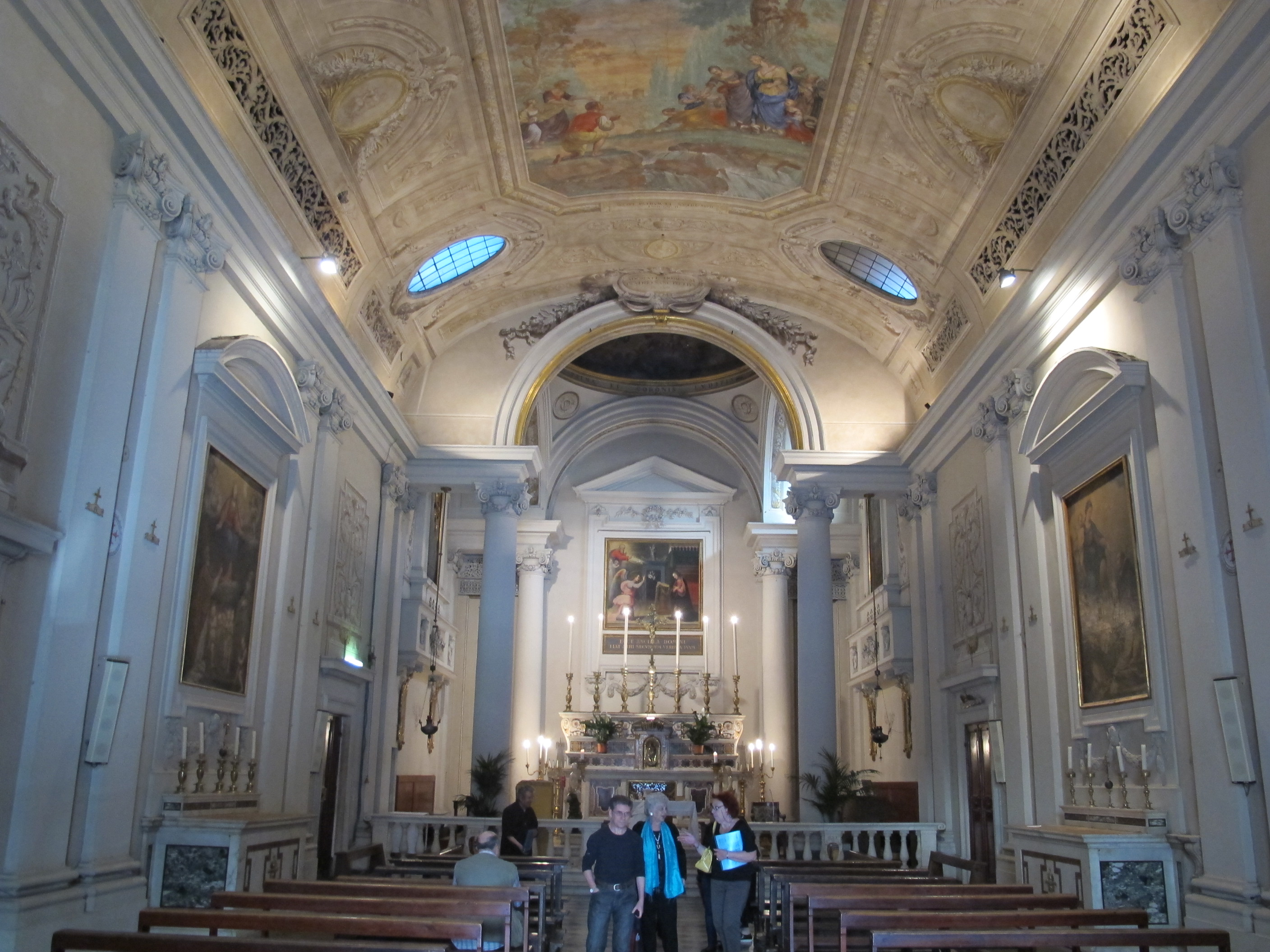
La chiesa degli Innocenti

La chiesa dello spedale, alla quale si accede dal porticato quasi a fianco della ruota, fu intitolata a Santa Maria degli Innocenti. Fu rimodernata internamente nel 1786 da Bernardo Fallani e da Sante Pacini, che affrescò la volta con Mosè salvato dalle acque.
L'altare maggiore, proveniente dalla distrutta chiesa di San Pier Maggiore, fu realizzato nel Seicento in pietre dure, ed è ornato da un'Annunciazione di Mariotto Albertinelli e di Giovanni Antonio Sogliani. L'altare è inquadrato da un arco con due colonne e una balaustrata in marmo. Ai lati ci sono due cantorie; l'organo di quella di sinistra è coperto da un velario con Rachele che piange i figli; su quello di destra Il sogno di Giuseppe, due pitture di Sante Pacini, il quale ha decorato anche il soffitto, mentre Giovacchino Masselli decorò le altre pareti.
Oltre al fonte battesimale della fine del Trecento o degli inizi del Quattrocento, la chiesa conserva anche una tela seicentesca di Matteo Rosselli, raffigurante la Vergine in gloria fra i Santi Martino e Gallo. Questa tela fu eseguita a spese dello "spedalingo" Pieri, il quale volle rammentare con esso la riunione dei tre Ospedali degli Innocenti, di San Gallo e di San Martino alla Scala.

## La Galleria dello spedale degli Innocenti
L’idea di realizzare un museo agli Innocenti nasce nel 1853 quando viene decisa la più cospicua dismissione di beni artistici nella storia dell’istituzione. Dopo quattro secoli di governo nel corso dei quali erano state raccolte centinaia di opere d’arte, il commissario Carlo Michelagnoli, nell’ambito di un piano di risanamento economico, si pone per la prima volta il problema della gestione di questo patrimonio. L’approccio pragmatico del commissario favorì la vendita delle opere considerate meno importanti che finirono così nelle mani di collezionisti e in prestigiose collezioni europee come quella del Victoria and Albert Museum di Londra. Nel 1890 viene documentata l'apertura del museo in tre sale al pianterreno nell'area dell'odierno Cortile delle donne. Il primo allestimento esponeva le sessantasette opere ritenute più prestigiose. Negli anni successivi il museo è stato ampliato ospitando altre opere come l'Adorazione dei Magi di Domenico Ghirlandaio che dalla sua realizzazione era sempre rimasta sull'altare maggiore della chiesa di Santa Maria degli Innocenti.
Un processo di crescita che comportò anche l'esposizione di manufatti legati alla storia dell'istituzione, tra cui materiali recenti come l'album fotografico realizzato dallo Stabilimento Brogi per presentare l'Ospedale all'Esposizione Universale di Parigi del 1900. Nel 1971 il museo fu spostato nella galleria soprastante il portico di facciata. Questo intervento nato sulla spinta dell'alluvione che pochi anni prima aveva lambito gli ambienti al piano terra che ospitavano l'esposizione ottocentesca. L'allestimento della nuova galleria si deve a Luciano Berti a cui va riconosciuto il merito di avere messo in sicurezza le opere esposte.
A più di quarant'anni dall'intervento di Guido Morozzi il nuovo Museo degli Innocenti nasce per ricomporre il dualismo tra arte e storia. Il museo, inaugurato il 24 giugno del 2016, propone tre percorsi tematici di visita (storia, architettura, arte) che cercano di ricostruire una narrazione unitaria capace di fare scoprire al visitatore la complessità del patrimonio degli Innocenti.
Tra le opere più importanti troviamo la Madonna con Bambino e angelo di Sandro Botticelli dipinto che attesta una fase giovanile in cui l'artista è ancora legato al maestro Filippo Lippi, nella cui bottega svolse l'apprendistato prima del suo avvicinamento stilistico al Verrocchio. Nel Museo è conservata l'Adorazione dei Magi di Domenico Ghirlandaio uno dei capolavori del pittore: la pala, dipinta in collaborazione con il fratello David e Bartolomeo di Giovanni, era collocata in origine sull'altare maggiore della chiesa di Santa Maria degli Innocenti. Commissionata il 23 ottobre del 1485 è da ritenersi l'opera più rappresentativa dell'istituto dal significato insieme civico, politico e religioso.
La terracotta invetriata invenzione di Luca della Robbia trova nella Madonna con Bambino al Museo degli Innocenti una delle sue prime applicazioni. L'opera posta su un altare laterale della chiesa delle donne, risale probabilmente al primo nucleo di arredi dell'Istituto che venne aperto all'accoglienza nel 1445.
Su commissione del mercante Bartolomeo Lenzi, Neri di Bicci dipinge l'Incoronazione della Vergine destinata ad essere collocata sull'altare destro della chiesa dell'Istituto degli Innocenti.
Il Museo conserva altre opere come una Madonna in trono con Bambino e Santi di Piero di Cosimo e la Madonna degli Innocenti di Jacopino del Conte.
Importante testimonianza della vita all'interno dell'Istituto sono i segni di riconoscimento dei bambini: centoquaranta piccoli oggetti tra medagliette spezzate, chicchi di rosari, bottoni, pezzetti di stoffa, vetro colorato, rievocano la consuetudine da parte dei genitori di lasciare tra le fasce del proprio neonato destinato all'abbandono alcuni elementi che avrebbero permesso ai genitori di individuare e quindi riconoscere il proprio bambino a distanza di anni dall'abbandono. 

La storia degli Innocenti viene inoltre ricordata anche nell'affresco di Bernardino Poccetti collocato nel refettorio delle bambine: l'opera raffigura la Strage degli Innocenti e scene della vita agli Innocenti.

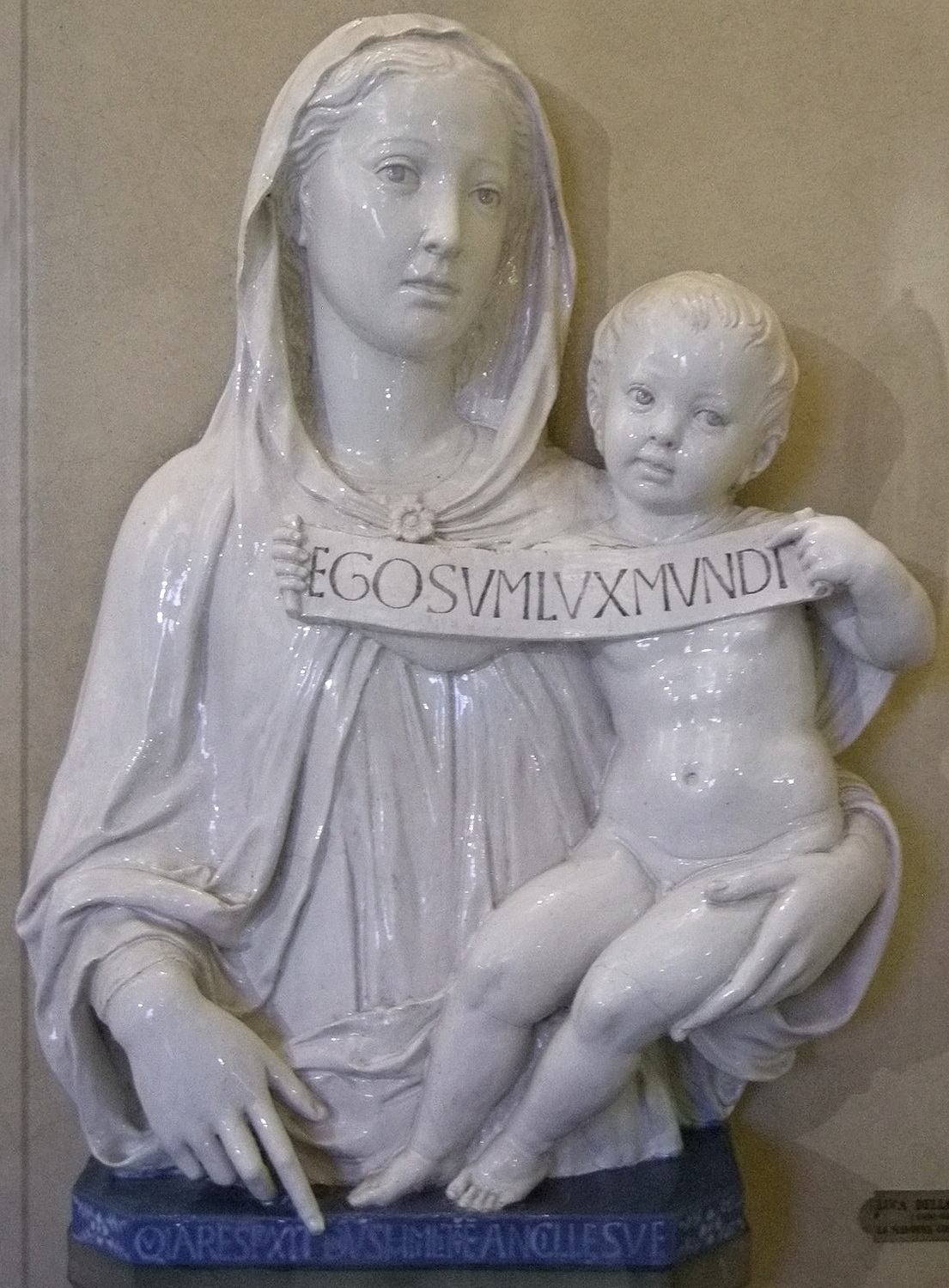
Luca della Robbia, Madonna col Bambino che mostra un cartiglio, 1446-1449
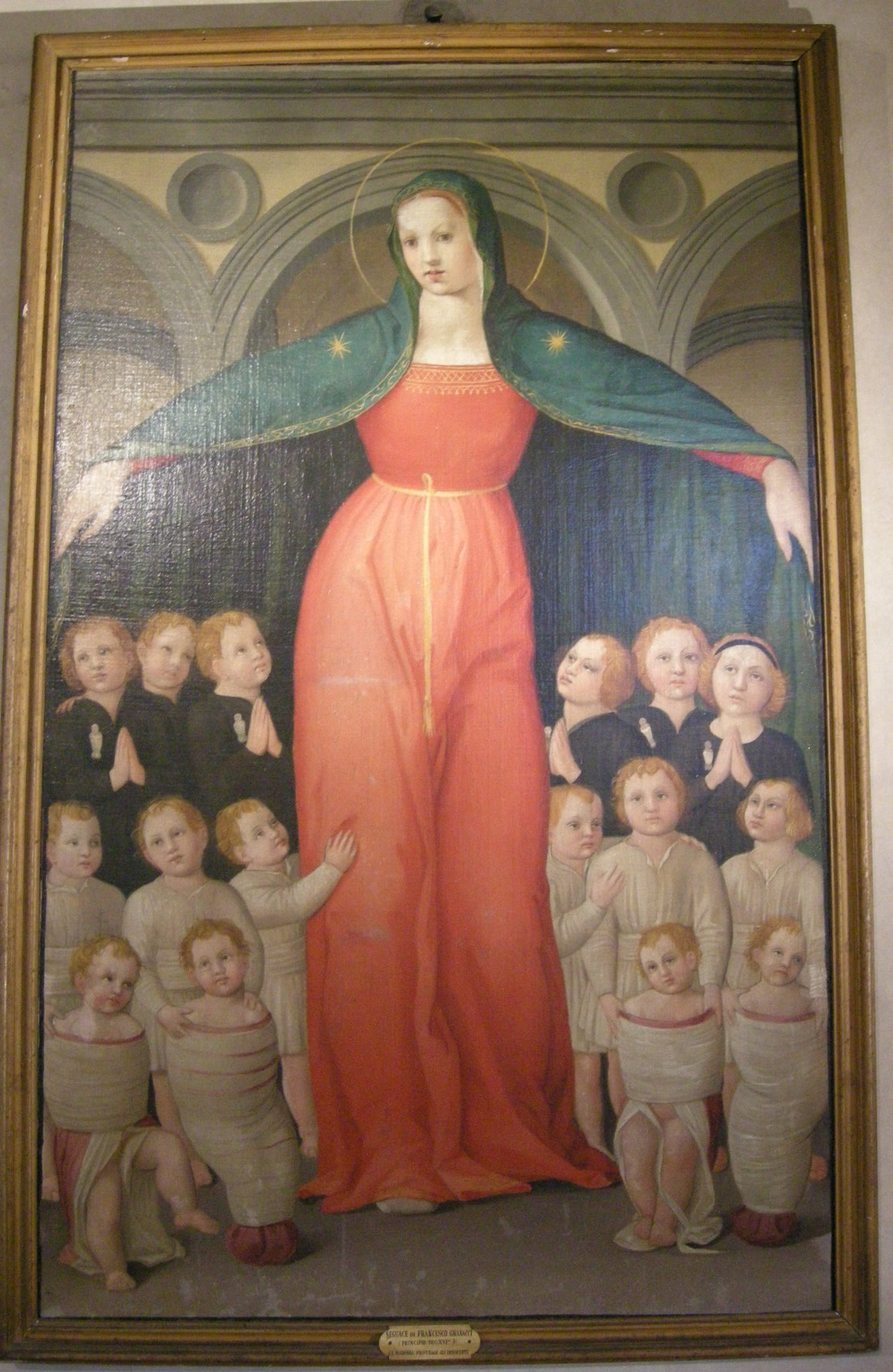
Madonna degli Innocenti, pittore fiorentino della metà del XVI secolo.
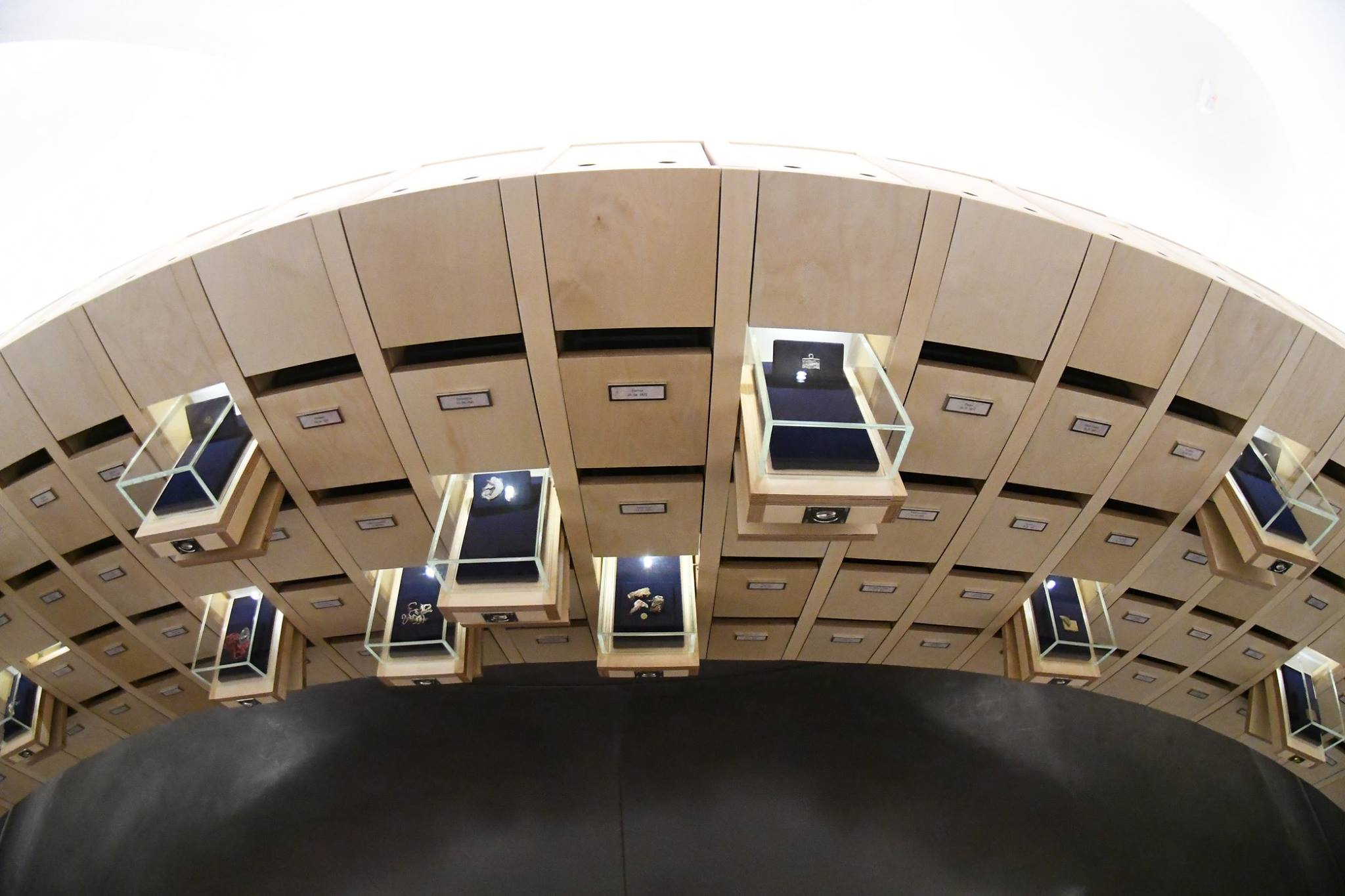
I segni di riconoscimento dei bambini lasciati tra le fasce dei nocentini nel momento dell'abbandono.

## Influenza nell'architettura

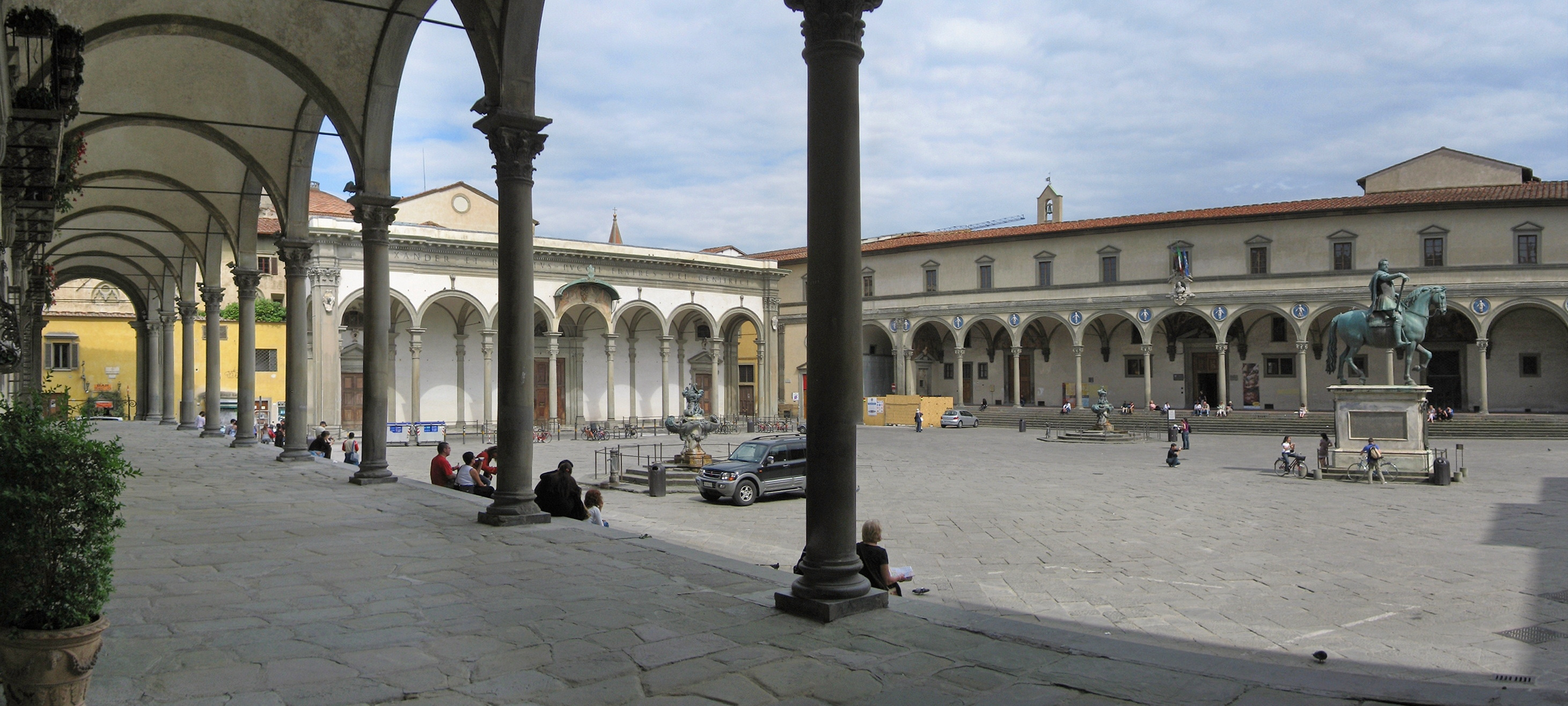
Lo Spedale degli Innocenti in piazza Santissima Annunziata

L'architettura dello Spedale degli Innocenti ebbe una lunga influenza sull'architettura successiva. La tipologia di loggiato sopraelevato ed affacciato su una piazza cittadina fu ripresa fedelmente nell'Ospedale di San Paolo, sempre a Firenze, o nell'Ospedale del Ceppo a Pistoia.
Ma soprattutto in piazza della Santissima Annunziata la facciata determinò la conformazione urbana di tutti gli edifici adiacenti: dalla metà del XV secolo Michelozzo e poi Leon Battista Alberti ristrutturarono la basilica della Santissima Annunziata, aggiungendo un vestibolo porticato sulla facciata, e dal 1516 Antonio da Sangallo il Vecchio e Baccio d'Agnolo edificarono sul lato opposto della piazza un loggiato gemello, la loggia dei Servi di Maria; nel 1601 infine venne completato da Giovanni Battista Caccini il portico su tutto il lato nord, creando nella piazza un continuum prospettico che si coglieva specialmente provenendo da piazza del Duomo, percorrendo via dei Servi sulle orme della tradizionale processione che aveva luogo ogni capodanno fiorentino, il 25 marzo.
Prese invece le distanze dal loggiato brunelleschiano Leon Battista Alberti, che al posto dell'austera regolarità preferì una più ricca varietas elegante ed armoniosa. Sulle colonne infatti preferiva porre gli architravi, mentre come base degli archi scelse soprattutto i pilastri, rifacendosi all'architettura imperiale romana.